# Cupanoscelis latitibialis
Cupanoscelis latitibialis är en skalbaggsart som beskrevs av Monné och Martins 1992. Cupanoscelis latitibialis ingår i släktet Cupanoscelis och familjen långhorningar. Inga underarter finns listade i Catalogue of Life.